# Badby
Badby är en ort och civil parish i Storbritannien.   Den ligger i grevskapet Northamptonshire i riksdelen England, i den södra delen av landet, 110 km nordväst om huvudstaden London. Badby ligger 122 meter över havet och antalet invånare är 632.
Terrängen runt Badby är platt. Runt Badby är det ganska tätbefolkat, med 129 invånare per kvadratkilometer. Närmaste större samhälle är Daventry, 3,4 km norr om Badby. Trakten runt Badby består till största delen av jordbruksmark.